# Équipe du Brésil de football à la Coupe des confédérations 2001
L'équipe du Brésil de football participe à sa 3e Coupe des confédérations lors de l'édition 2001 qui se tient au Japon et en Corée du Sud, du 31 mai au 10 juin 2001. Elle se rend à la compétition en tant que vainqueur de la Copa América.

## Résumé
Le Brésil déçoit avec une seule victoire durant le tournoi et une quatrième place qui coûte sa place au sélectionneur Émerson Leão. Privé de Sonny Anderson dès le second match (0-0), après une défaite qualifiée d'« honorable » par Leão contre la France, les Auriverde ne trouve pas de pointe percutante de remplacement. L'affront subi face à l'Australie (1-0) dans le match pour la troisième place scelle le sort du sélectionneur.

## Résultats

### Phase de groupe
|   | Équipe   | Pts | J | G | N | P | BP | BC | Diff |
| - | -------- | --- | - | - | - | - | -- | -- | ---- |
| 1 | Japon    | 7   | 3 | 2 | 1 | 0 | 5  | 0  | +5   |
| 2 | Brésil   | 5   | 3 | 1 | 2 | 0 | 2  | 0  | +2   |
| 3 | Cameroun | 3   | 3 | 1 | 0 | 2 | 2  | 4  | -2   |
| 4 | Canada   | 1   | 3 | 0 | 1 | 2 | 0  | 5  | -5   |

| 31 mai 2001 | Brésil | 2 | 0 | Cameroun |
| 2 juin 2001 | Canada | 0 | 0 | Brésil   |
| 4 juin 2001 | Brésil | 0 | 0 | Japon    |

| 31 mai 2001                       | Brésil                             | 2 - 0 | Cameroun | Kashima Stadium, Ibaraki                      |                                               |
| 17:00 · Historique des rencontres | Washington 53e · Carlos Miguel 57e |       |          | Spectateurs : 10 519 Arbitrage : Hellmut Krug | Spectateurs : 10 519 Arbitrage : Hellmut Krug |
| 17:00 · Historique des rencontres | Rapport                            |       |          | Spectateurs : 10 519 Arbitrage : Hellmut Krug | Spectateurs : 10 519 Arbitrage : Hellmut Krug |

| 2 juin 2001                       | Canada  | 0 - 0 | Brésil | Kashima Stadium, Ibaraki                |                                         |
| 17:00 · Historique des rencontres |         |       |        | Spectateurs : 12 095 Arbitrage : Jun Lu | Spectateurs : 12 095 Arbitrage : Jun Lu |
| 17:00 · Historique des rencontres | Rapport |       |        | Spectateurs : 12 095 Arbitrage : Jun Lu | Spectateurs : 12 095 Arbitrage : Jun Lu |

| 4 juin 2001                       | Brésil  | 0 - 0 | Japon | Kashima Stadium, Ibaraki                            |                                                     |
| 19:30 · Historique des rencontres |         |       |       | Spectateurs : 37 740 Arbitrage : Kim Milton Nielsen | Spectateurs : 37 740 Arbitrage : Kim Milton Nielsen |
| 19:30 · Historique des rencontres | Rapport |       |       | Spectateurs : 37 740 Arbitrage : Kim Milton Nielsen | Spectateurs : 37 740 Arbitrage : Kim Milton Nielsen |

### Demi-finale
| 7 juin 2001                       | France | 2 - 1   | Brésil | Suwon World Cup Stadium, Suwon                     |                                                    |
| 20:00 · Historique des rencontres | Pirès 7e · Desailly 54e |         | Ramon 30e | Spectateurs : 34 527 Arbitrage : Gamal Al-Ghandour | Spectateurs : 34 527 Arbitrage : Gamal Al-Ghandour |
| 20:00 · Historique des rencontres | Rapport |         | | Spectateurs : 34 527 Arbitrage : Gamal Al-Ghandour | Spectateurs : 34 527 Arbitrage : Gamal Al-Ghandour |
| 20:00 · Historique des rencontres | Ramé - Sagnol 41e, Desailly, Lebœuf, Lizarazu - Vieira, Karembeu 29e, Djorkaeff 61e ( 61e Carrière 89e), Pirès - Anelka, Wiltord ( 86e Robert) | Équipes | Dida - Lucio, Léomar 76e, Leandro ( 56e Vampeta), Leo 20e - Rochemback, Edmílson, Zé Maria, Washington - Ramon, Carlos Miguel ( 69e Robert) | Spectateurs : 34 527 Arbitrage : Gamal Al-Ghandour | Spectateurs : 34 527 Arbitrage : Gamal Al-Ghandour |

### Match pour la3eplace
| 9 juin 2001                       | Australie | 1 - 0   | Brésil | Munsu Cup Stadium, Ulsan                      |                                               |
| 19:00 · Historique des rencontres | Murphy 84e |         | | Spectateurs : 28 520 Arbitrage : Hellmut Krug | Spectateurs : 28 520 Arbitrage : Hellmut Krug |
| 19:00 · Historique des rencontres | Rapport |         | | Spectateurs : 28 520 Arbitrage : Hellmut Krug | Spectateurs : 28 520 Arbitrage : Hellmut Krug |
| 19:00 · Historique des rencontres | Schwarzer - T.Vidmar, Popovic, Skoko ( 71e Bresciano), Lazaridis - Zdrilic, Horvat, Corica ( 61e Sterjovski), Zane - Murphy, Chipperfield | Équipes | Dida - Zé Maria, Edmílson, Caçapa, Leo - Magno Alves, Ramon, Carlos Miguel ( 66e Julio Baptista), Rochemback ( 91e Leandro) - Vampeta, Washington | Spectateurs : 28 520 Arbitrage : Hellmut Krug | Spectateurs : 28 520 Arbitrage : Hellmut Krug |

## Effectif
Sélectionneur :  Émerson Leão
| No. | Pos.      | Joueur           | Date de naissance et âge | Sélec. | Club                     |
| --- | --------- | ---------------- | ------------------------ | ------ | ------------------------ |
| 1   | Gardien   | Dida             | 7 octobre 1973           |        | AC Milan                 |
| 2   | Défenseur | Zé Maria         | 25 juillet 1973          |        | Pérouse Calcio           |
| 3   | Défenseur | Lúcio            | 8 mai 1978               |        | Bayer 04 Leverkusen      |
| 4   | Défenseur | Edmílson         | 10 juillet 1976          |        | Olympique lyonnais       |
| 5   | Milieu    | Léomar           | 26 juin 1971             |        | Sport Club do Recife     |
| 6   | Défenseur | Gustavo Nery     | 22 juillet 1977          |        | São Paulo FC             |
| 7   | Attaquant | Leandro          | 6 août 1977              |        | AC Fiorentina            |
| 8   | Milieu    | Vampeta          | 13 mars 1974             |        | PSG                      |
| 9   | Attaquant | Sonny Anderson   | 19 septembre 1970        |        | Olympique lyonnais       |
| 10  | Milieu    | Robert           | 3 avril 1971             |        | Santos Futebol Clube     |
| 11  | Attaquant | Carlos Miguel    | 2 juin 1972              |        | São Paulo FC             |
| 12  | Gardien   | Carlos Germano   | 14 août 1970             |        | Portuguesa               |
| 13  | Défenseur | Evanilson        | 12 septembre 1975        |        | Borussia Dortmund        |
| 14  | Défenseur | César Michelon   | 16 novembre 1975         |        | Stade rennais            |
| 15  | Défenseur | Claudio Caçapa   | 29 mai 1976              |        | Olympique lyonnais       |
| 16  | Défenseur | Leo              | 6 juillet 1975           |        | Santos Futebol Clube     |
| 17  | Attaquant | Vagner           | 19 mars 1973             |        | Celta Vigo               |
| 18  | Milieu    | Fábio Rochemback | 10 décembre 1981         |        | Sport Club Internacional |
| 19  | Milieu    | Júlio Baptista   | 1er octobre 1981         |        | São Paulo FC             |
| 20  | Milieu    | Ramon            | 30 juin 1972             |        | Fluminense               |
| 21  | Attaquant | Washington       | 1er avril 1975           |        | Ponte Preta              |
| 22  | Attaquant | Magno Alves      | 13 janvier 1976          |        | Fluminense               |
| 23  | Gardien   | Fábio Costa      | 27 novembre 1977         |        | Santos FC                |

## Navigation